# مک‌الهاتن (پنسیلوانیا)
مک‌الهاتن (به انگلیسی: McElhattan) یک منطقهٔ مسکونی در ایالات متحده آمریکا است که در شهرستان کلینتون، پنسیلوانیا واقع شده‌است. مک‌الهاتن ۳٫۷۱ کیلومتر مربع مساحت و ۵۹۸ نفر جمعیت دارد و ۱۷۵٫۸۷ متر بالاتر از سطح دریا واقع شده‌است.